# Stanowienie prawa
Stanowienie prawa, prawodawstwo (inaczej: tworzenie prawa) – kreowanie nowego prawa (nowych norm prawnych).

## Podmioty tworzące prawo
Dzisiaj twórcami prawa są:
- krajowe parlamenty, zwane też legislaturami (rzadziej legislatywami),
- prezydent,
- rząd, w tym jego przewodniczący i jego poszczególni członkowie,
- monarcha,
- jednostki samorządu lokalnego
- Rada Unii Europejskiej przy współudziale Parlamentu Europejskiego i Komisji Europejskiej
- sędziowie, w szczególności w systemach prawnych typu common law,
- obywatele (adresaci prawa) – zarówno w przypadku tworzenia prawa w wyniku przeprowadzanych w tym celu referendów, jak i na drodze zawieranych umów oraz wykształcania się prawnych zwyczajów[1].

## Formy tworzenia prawa
- ustawa zasadnicza (konstytucja)
- ustawa
- rozporządzenie
- zarządzenie
- dekret
- precedens sądowy
- wiążący wynik referendum
- zwyczaj prawny[2].

## Woluntarystyczne (władcze, arbitralne) i konsensualne (negocjacyjne) tworzenie prawa
Woluntarystyczne (władcze, arbitralne) tworzenie prawa to takie, jakie nie liczy się z wolą adresatów prawa (tych, którzy będą go mieli później przestrzegać).
Konsensualne (negocjacyjne) tworzenie prawa to takie, jakie uwzględnia stanowisko jego przyszłych adresatów.
Szczególnym przypadkiem stanowienia prawa jest współstanowienie. Mamy z nim do czynienia, gdy czynność stanowienia prawa wymaga decyzji więcej niż jednego organu państwa.